# Le Chevalier des sables
Pour plus de détails, voir Fiche technique et Distribution.
Le Chevalier des sables (The Sandpiper) est un film américain réalisé par Vincente Minnelli et sorti en 1965.

## Synopsis
Le jeune Danny Reynolds et sa mère Laura, une artiste-peintre beatnik, vivent une vie de rêve sur les plages de Big Sur en Californie. Laura, mère célibataire et libertaire, s'occupe elle-même de l’éducation de son fils jusqu’au jour où il tue un faon « dans un but expérimental ». À son grand désespoir, Laura est alors contrainte de confier l’éducation de Danny au collège paroissial de San Simeon dirigé par le pasteur Edward Hewitt et son épouse Claire. Edward est à la fois surpris et ébloui par cette belle jeune femme aux mœurs très libres et ils ne tardent pas à être irrésistiblement attirés l’un par l’autre.

## Fiche technique
- Titre original : The Sandpiper[1]

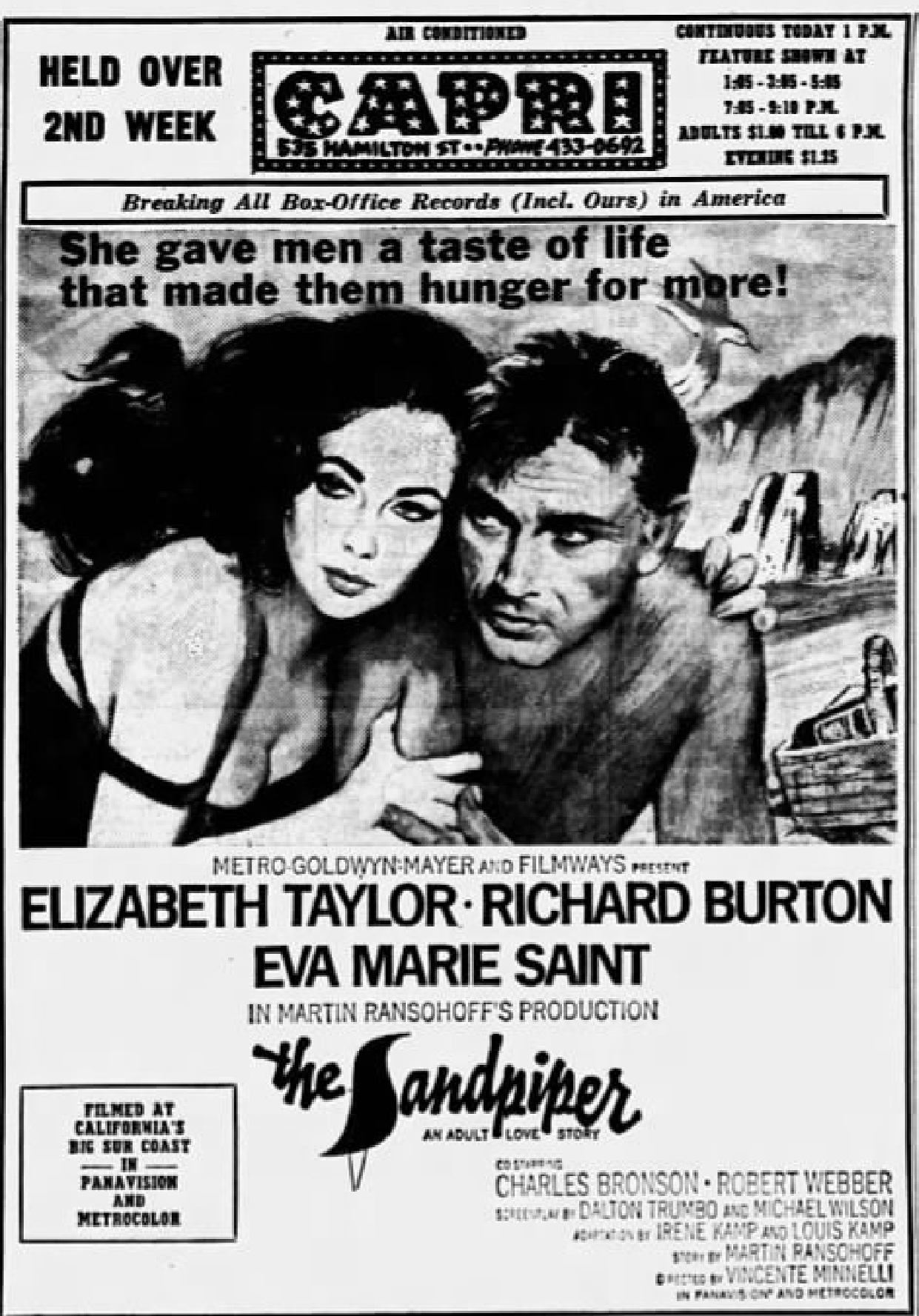
Affiche américaine du film.

- Titre français : Le Chevalier des Sables
- Réalisation : Vincente Minnelli
- Assistants réalisation : William McGarry, Marc Maurette
- Conseiller technique : Jim Donaldson
- Scénario : Martin Ransohoff, Dalton Trumbo, Michael Wilson
- Adaptation : Irene Kamp, Louis Kamp
- Direction artistique : George W. Davis, Urie McCleary
- Décors : Henry Grace, Keogh Gleason, Gilbert Margerie
- Costumes : Irene Sharaff
- Maquillages : William Tuttle, Monique Archambault
- Coiffures : Sydney Guilaroff
- Photographie : Milton R. Krasner
- Cadrages : René Guissart Jr., Nelson Tyler (vues aériennes)
- Son : Jacques Lebreton
- Montage : David Bretherton
- Musique : Johnny Mandel
- Scripte : Marie-Josée Guissart
- Générique : Herb Rosenthal
- Photographes de plateau : Richard Avedon, Paul Apoteker
- Production : Martin Ransohoff
- Producteur associé : John Calley
- Directrice de production : Ludmilla Goulian
- Sociétés de production : Filmways Pictures (États-Unis), Venice Picture (États-Unis), MGM (États-Unis)
- Sociétés de distribution : MGM (Allemagne, États-Unis), Théâtre du Temple (France)
- Budget : 5 300 000 $ (estimation)[2]
- Pays de production :  États-Unis
- Langue originale : anglais
- Format : 35 mm — couleur par Metrocolor — 2.35:1 Panavision — son monophonique
- Genre : mélodrame
- Durée : 118 minutes
- Dates de sortie : 
  - États-Unis : 23 juin 1965
  - France : 24 septembre 1965
- (fr) Classifications CNC : tous publics, Art et Essai (visa d'exploitation no 30803 délivré le 5 août 1965)

## Distribution
| - Elizabeth Taylor (VF : Nelly Benedetti) : Laura Reynolds - Richard Burton (VF : Michel Gatineau) : Edward Hewitt - Eva Marie Saint (VF : Nadine Alari) : Claire Hewitt - Charles Bronson (VF : Georges Aminel) : Cos Erickson - Robert Webber (VF : Gabriel Cattand) : Ward Hendricks - Morgan Mason : Danny Reynolds - Tom Drake (VF : Jean-Louis Jemma) : Walter Robinson - James Edwards : Larry Brant - Torin Thatcher : le juge Thompson - Douglas Henderson : Phil Sutcliff - Paul Genge : l'architecte - Les policiers : - Dusty Cadis - John Hart - Les célébrants : - Rex Holman - Kelton Garwood - Jimmy Murphy - Mel Gallagher - Ron Whelan | - Les célébrantes : - Diane Sayer - Joan Connors - Peggy Adams Laird - Shirley Bonne - Les administrateurs : - Jan Arvan - Tom Curtis - Douglas Read - Max Gulak - Anthony Stuart - Colin Drake - Fred Fisher - Jeff Davis - Les épouses des administrateurs : - Mary Benoit - Olga Valery - Jean Peaslee - June Elliott - Ginger Hall - April Hyde - Sophie Veneck | - Les beatniks : - Eric Sinclair - Tom White - Sam Harris : le vieil homme - Pamela Mason : Ellie - Carl Studer : Harold - Les hommes au vestiaire : - Peter Jackson - John Abbey - Roscoe Stallworth - Nico (non créditée) : la danseuse - Barbara Sommers - Sharon Tate (non créditée) - Peter O'Toole (non crédité) : voix off (VO) |

## Production

### Tournage
- Extérieurs : Big Sur, réserve d'État de Point Lobos, Monterey, San Dimas (Californie, États-Unis).
- Intérieurs : Studios de Billancourt (Hauts-de-Seine, France).
- À cause de la situation fiscale de Richard Burton qui ne pouvait travailler que durant quatre semaines aux États-Unis, et pas du tout en Angleterre, le tournage en Californie n'a duré que ce temps-là et s'est poursuivi en France aux studios de Billancourt. Durant le tournage, la presse s'est surtout intéressée aux finances du film ; Burton et Taylor obtenaient beaucoup d'argent pour Le Chevalier. Taylor a touché un bon million de dollars, Burton 500 000, plus leur pourcentage sur les recettes (le film a rapporté 14 millions $). La MGM a organisé un cocktail à l'Hôtel George-V où cent photographes ont été invités par Richard et Elizabeth[5].

Tournage extérieur sur la côte californienne
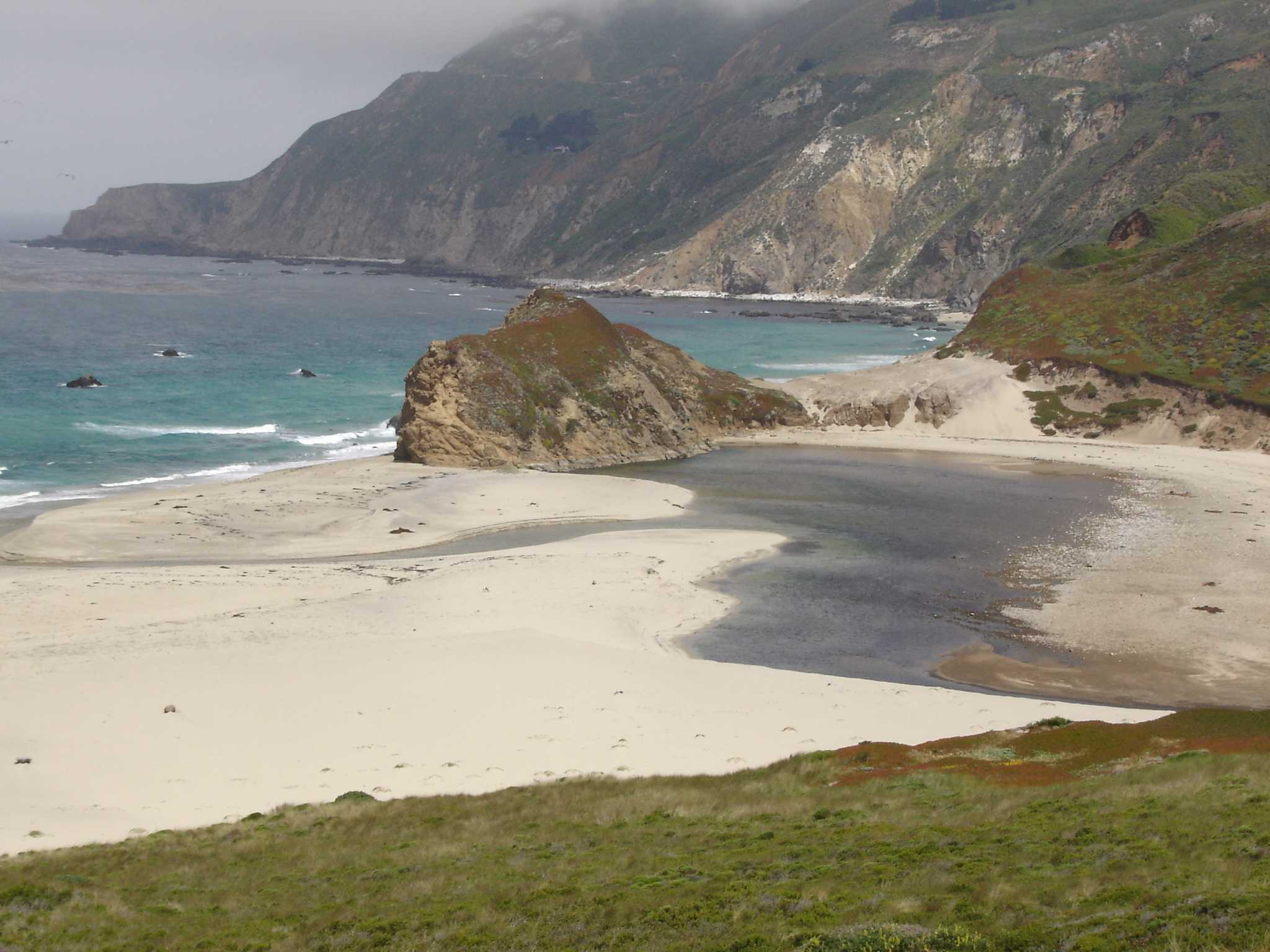
Une plage de Big Sur
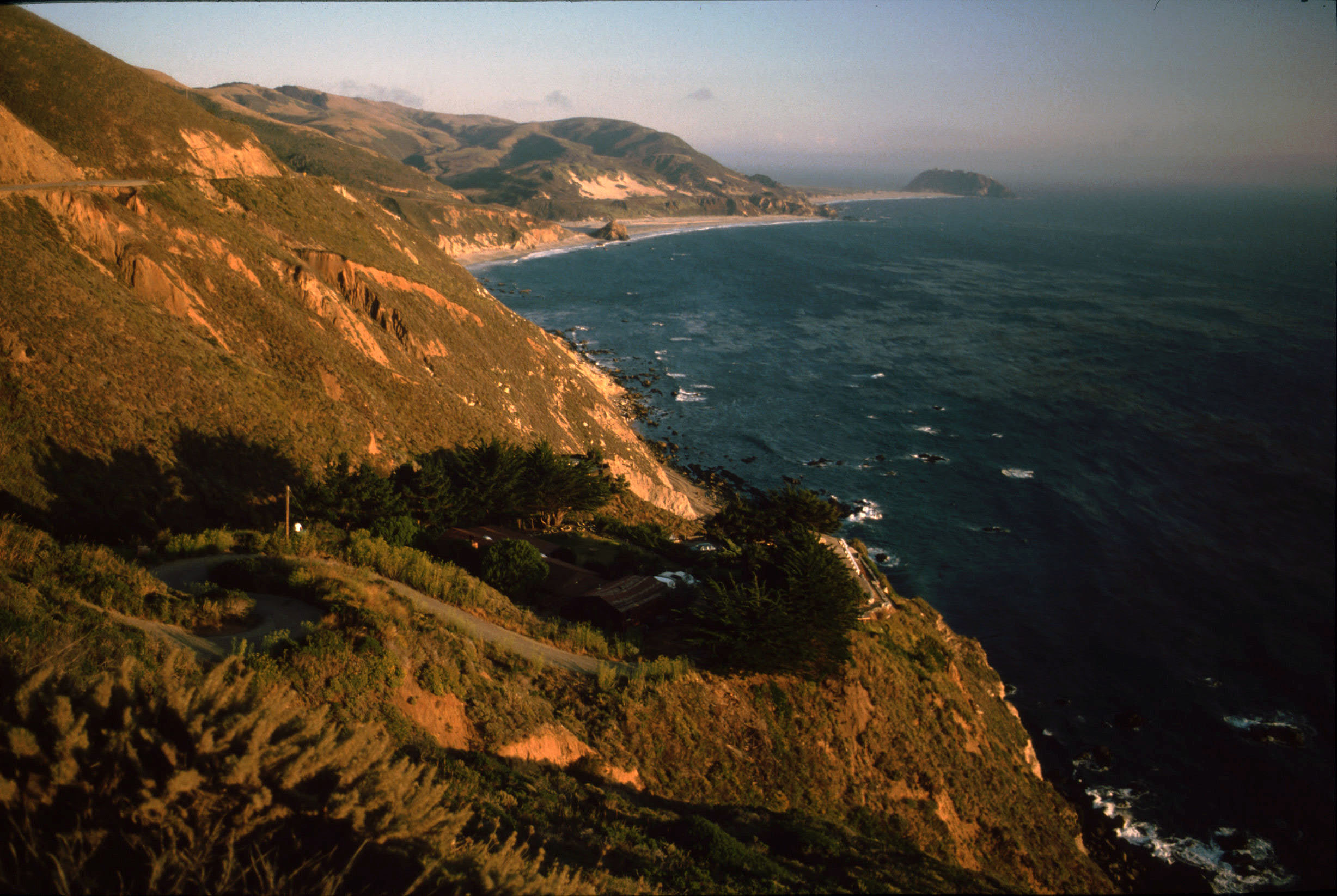
Morro Bay à Big Sur
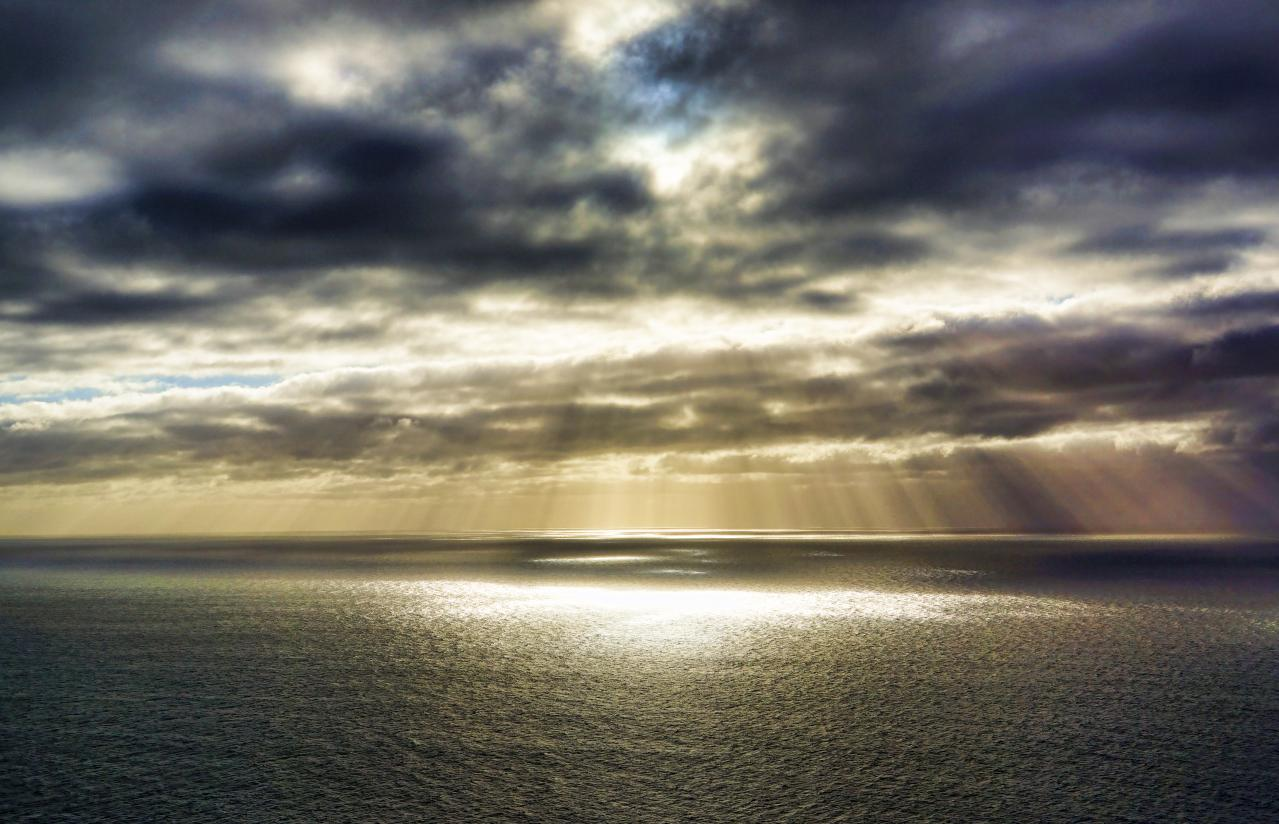
Coucher de soleil à Big Sur
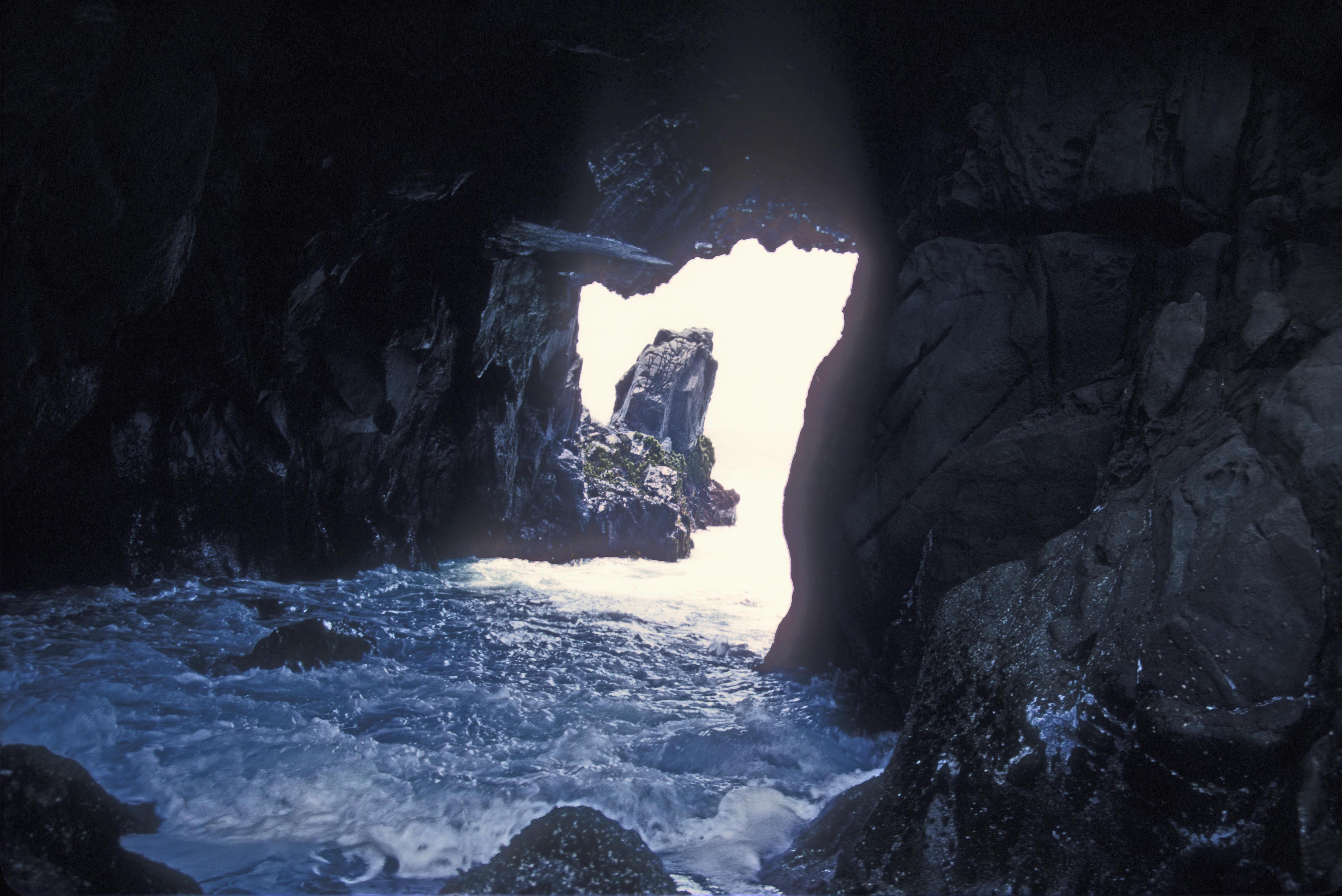
Grotte de Pfeiffer à Big Sur
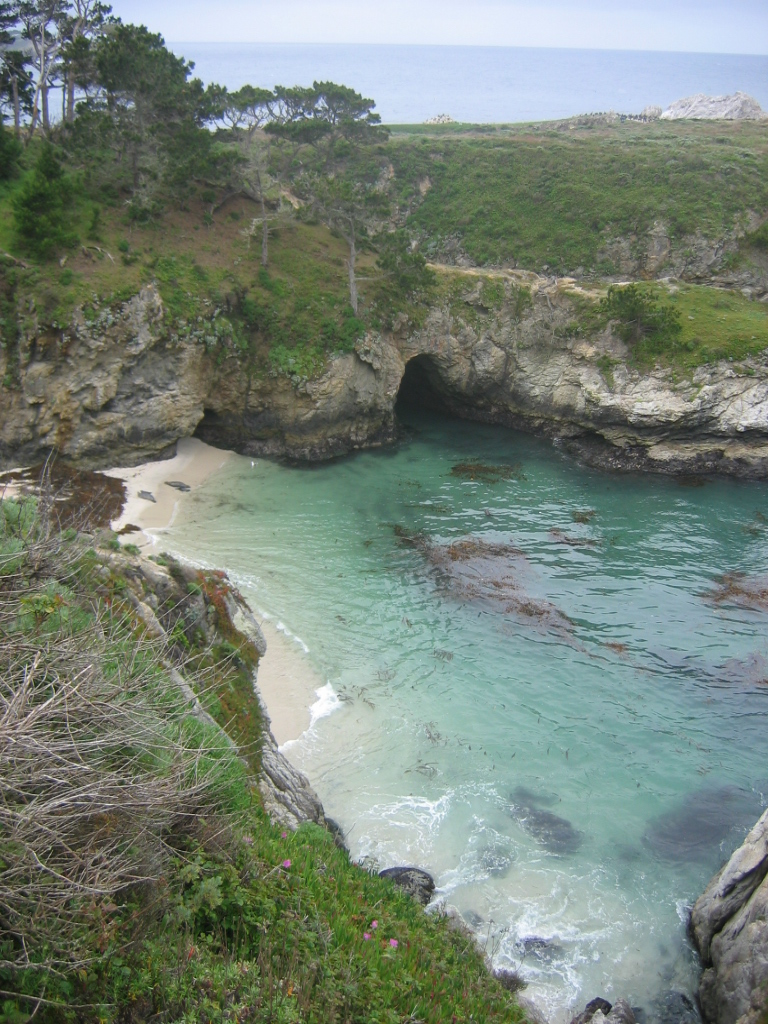
Crique de la réserve d'État de Point Lobos
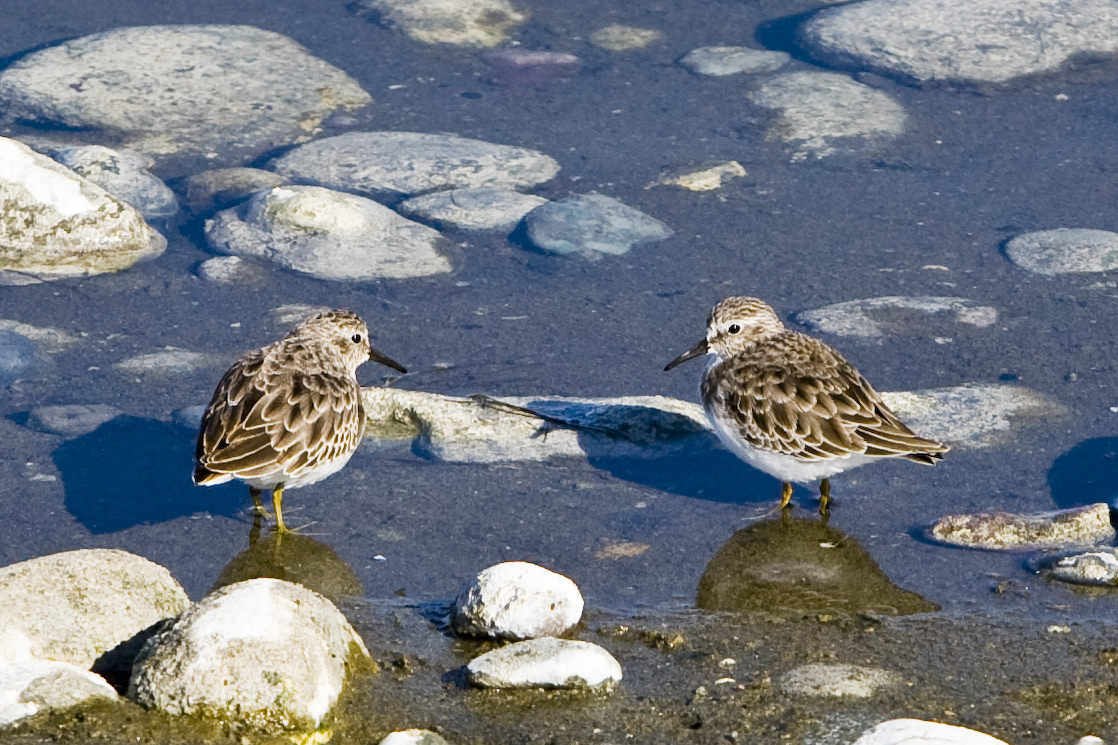
Petits chevaliers au San Simeon State Park de Morro Bay

### Musique du film
- 1965 : The Sandpiper, BO éditée sur album 33 tours 30 cm (LP) stéréo Mercury/Verve MG 21032/SR 61032, musique de Johnny Mandel, paroles de la chanson The Shadow of Your Smile par Paul Francis Webster, orchestre dirigé par Robert Armbruster (en), production par Quincy Jones[6]

Liste des titres :  
1. The Shadow of Your Smile (vocal par des chœurs)
2. Main Title (instrumental)
3. Desire (instrumental)
4. Seduction (instrumental)
5. San Simeon (instrumental)
6. Weekend Montage (instrumental)
7. Baby Sandpiper (instrumental)
8. Art Gallery (instrumental)
9. End Title (instrumental)
10. Bird Bath (instrumental)
11. Weekend Montage 2 (instrumental, version figurant sur l'édition CD)

The Shadow of Your Smile, la chanson-thème, oscarisée, devient un succès et est reprise par de nombreux interprètes, dont Shirley Bassey, Perry Como, Tony Bennett, Astrud Gilberto, laquelle, associée à Stan Getz, en fait un standard de la bossa nova dès 1965. En 1966, Eddy Marnay en effectue l'adaptation française, Le Sourire de mon amour, interprétée par Juliette Gréco et orchestrée par Alain Goraguer. Cette déclinaison française ne connaît pas un succès identique à celui de la version originale américaine, car elle est éclipsée par le « tube » de Juliette Gréco figurant sur son même super 45 tours : Un petit poisson, un petit oiseau (paroles de Jean-Max Rivière et musique de Gérard Bourgeois).

## Distinctions

### Récompenses
- Oscar de la meilleure chanson originale 1965 pour The Shadow of Your Smile, paroles de Paul Francis Webster et musique de Johnny Mandel.
- Grammy Award « Chanson de l'année 1966 » : The Shadow of Your Smile, interprétée par Tony Bennett.

## Accueil
Le Chevalier, un « coûteux oiseau » grillé par les critiques — Les spectateurs se sont mobilisés pour aller voir « Liz et Dick » malgré le « passage au gril » du film par la critique, notamment Time Out qui écrit « c'est tout simplement du téléroman, la culpabilité de Burton est irréelle, la rédemption de Taylor un cliché gênant, c'est une plaisanterie idéaliste des années 1960, et le dialogue est autant risible que boursouflé. Seules les images du littoral californien sont superbes, mais tout est superflu », et la célèbre Judith Crist de conclure : « Mlle Taylor et M. Burton ont touché environ 1 750 000 $ pour se produire dans Le Chevalier. À votre place, j'en demanderais autant pour aller les voir dans ce film ».

## Thèmes et contexte
Le Chevalier des sables, bel et indompté animal des plages — Si l'intrigue n’est pas des plus originales, une mère célibataire belle et libre tourneboulant un homme coincé dans son carcan marital et paroissial, la débauche, dans ce film, est surtout picturale grâce notamment au travail effectué sur les couleurs par Milton R. Krasner, René Guissart Jr. et Nelson Tyler. Outre la vue sur le travail de Laura, l’héroïne artiste-peintre, on a droit à la vision de son buste dénudé sculpté sur bois (censé être scandaleux, « œuvre » du sculpteur beatnik incarné par Charles Bronson), d'images de plages blondes sur ciels bleus et de couchers de soleil sur la mer plus enchanteresses les unes que les autres. On peut rester dubitatif sur la probabilité de l’existence de cette beatnik « très classe » qui semble s’habiller chez les grands couturiers face à la représentation antédiluvienne du couple Hewitt et de son école paroissiale. Finalement, tout est luxe, mini scandale et volupté. Un bel objet volatil comme l’oiseau auquel son titre se réfère…